# Óscar E. Duplán Maldonado
Óscar E. Duplán Maldonado (Pichucalco, Chiapas; 17 de abril de 1890-Ciudad de México, 23 de abril de 1942) fue un diplomático mexicano. Se desempeñó como secretario de Relaciones Exteriores nueve días en 1932 durante la presidencia de Abelardo L. Rodríguez y como embajador de México en Colombia de 1933 a 1934.

## Biografía

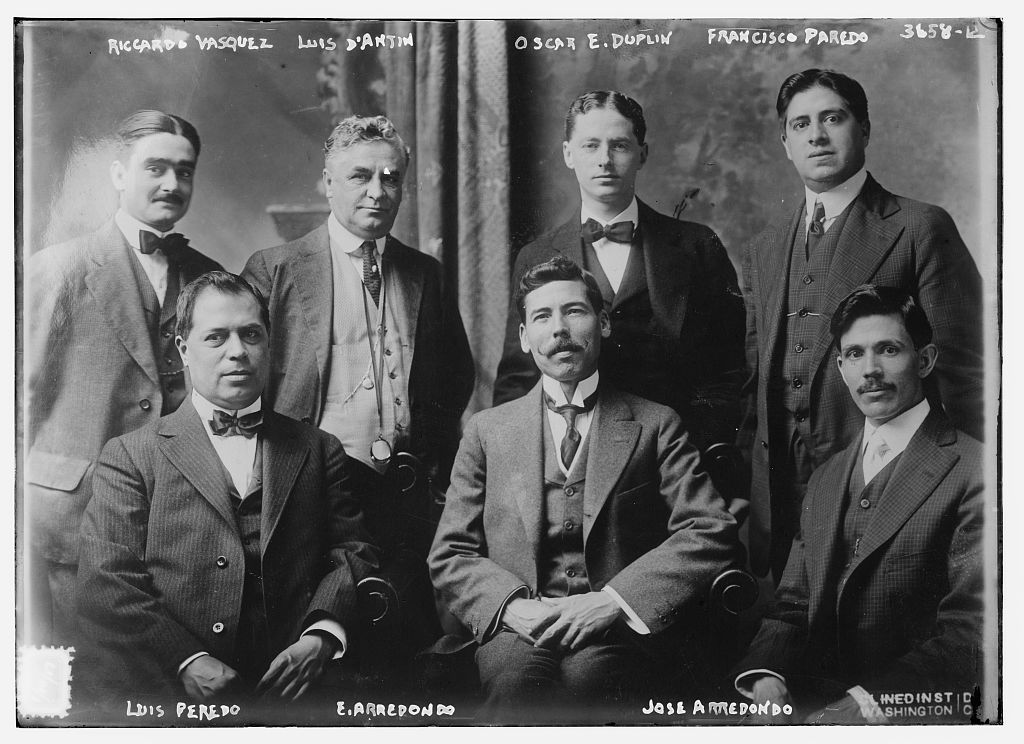
Duplán Maldonado junto a otros diplomáticos en 1911.

Nació el 17 de abril de 1890 en la ciudad de Pichucalco (Chiapas), hijo del médico Ernesto Duplán y de Virginia Maldonado. Asistió a la Escuela Modelo de Orizaba y la Universidad Veracruzana y la Universidad Popular Autónoma del Estado de Puebla, pero no se graduó.
Se casó con Asunción Gómez Daza y González. Ingresó al servicio diplomático como secretario en la Embajada de México en Estados Unidos en Washington D. C. bajo supervisión de Eliseo Arredondo. También se destacó como cónsul en la embajada de México en Francia. Se convirtió en oficial mayor en la Secretaría de Relaciones Exteriores (México).
Se desempeñó como Secretario de Relaciones Exteriores por nueve días desde el 21 hasta el 30 de diciembre de 1932 durante la presidencia de Abelardo L. Rodríguez.
Fue nombrado por Rodríguez el 19 de diciembre del mismo año para desempeñarse como embajador de México en Colombia, cargo que desempeñó desde el 3 de febrero de 1933 hasta el 1 de enero de 1935.
Falleció el 23 de abril de 1942 en la Ciudad de México.